# Oppelia
L'oppelia (gen. Oppelia) è un mollusco cefalopode estinto appartenente alla sottoclasse delle ammoniti. Visse tra il Giurassico medio e il Giurassico superiore (tra 175 e 140 milioni di anni fa). I suoi fossili sono stati ritrovati in Europa occidentale.

## Descrizione
Questa ammonite era dotata di una conchiglia planispirale (cioè con avvolgimento spirale su un piano), involuta (con notevole ricoprimento dei giri), decisamente compressa (con altezza del giro molto superiore alla larghezza massima). Il profilo ventrale era acuto, a forma di ogiva, talora con una debole carena nelle forme adulte. Nel suo complesso, secondo la terminologia descrittiva paleontologica, questo tipo di conchiglia si definisce oxicona. Il margine ombelicale era sub-verticale e delineava nettamente la regione ombelicale. I fianchi recano generalmente coste falcoidi (a forma di falce), sottili e proverse (rivolte in avanti, verso l'apertura), e talora un solco spirale mediano. La linea di sutura è di tipo ammonitico, complessa, con molti elementi (selle e lobi) frastagliati. Le dimensioni medie delle conchiglie di oppelia erano di circa 6 centimetri di diametro, ma molti esemplari raggiungevano taglie maggiori (10-15 centimetri). Alcuni esemplari provenienti dal lagerstätte di Solnhofen, in Baviera, conservano accanto alla conchiglia anche l'aptico; questa era una struttura fragile composta da due valve, interpretata generalmente come l'opercolo dell'ammonite, ma da alcuni ritenuta parte dell'apparato masticatore. Le specie del genere Oppelia, generalmente, presentano un discreto dimorfismo sessuale.

## Distribuzione
Una delle specie più note, Oppelia subradiata, è un ottimo fossile guida per il piano Bajociano (circa 175-170 milioni di anni fa). Oppelia è caratteristica della provincia faunistica europea centro-occidentale, allora a clima temprato-caldo: è molto rara tanto nella provincia tetidiana (Spagna meridionale, Italia, Grecia e Turchia), tropicale, quanto nella provincia est-europea (Polonia, Russia), caratterizzata da un clima temperato-freddo.